# 福山市立至誠中学校
福山市立至誠中学校（ふくやましりつしせいちゅうがっこう）は広島県福山市沼隈町上山南（かみさんな）にある男女共学の公立中学校。

## 沿革
- 1949年4月1日 - 熊野村立熊野中学校と山南村立山南中学校が統合して沼隈郡熊野・山南両村を学区とする熊野村山南村学校組合立山南中学校が発足する。但し当時は旧熊野中学校が熊野教場、旧山南中学校が山南教場となっており、名目のみの統合であった。
- 1951年4月1日 - 実質統合を目前に控えたことや熊野・山南両村の住民感情に配慮したことから熊野村山南村学校組合立至誠中学校と改称する。
- 1951年9月1日 - 沼隈郡山南村上山南704番地（当時）に校舎が完成し、統合が完成する。
- 1955年3月31日 - 沼隈郡山南・千年両村が統合して沼隈郡沼隈町が発足したことに伴い校名を沼隈町熊野村学校組合立至誠中学校と改称する。
- 1956年9月30日 - 沼隈郡熊野村が福山市に編入されたことに伴い校名を福山市沼隈町学校組合立至誠中学校と改称する。
- 1981年9月1日 - 現在地に移転する。
- 2005年2月1日 - 沼隈郡沼隈町が福山市に編入されたことに伴い校名を福山市立至誠中学校と改称する。

## 校名の由来
- 至誠とは真心やこの上ない誠を意味する言葉であり、生徒にそういう心を持って欲しいという意味を込めて命名されたものと思われる。

## 概要
- 福山市熊野町及び沼隈町山南地区（一部を除く）を学区とする中学校である。当初は熊野・山南別々に中学校が設置されていたが、人口が少ないことや熊野地区の中学生が福山市立済美中学校または福山市立向丘中学校へ、山南地区の中学生が福山市立千年中学校へ通うのには問題があったことから行政界を越えての中学校設立となった。
- 至誠中学校の前身の熊野村山南村学校組合立山南中学校が発足した1949年には各地で学校組合立中学校が発足したが、現在の福山市域においては1964年以降はこの至誠中学校が唯一の学校組合立中学校になった。
- 学区内には福山市中心部と沼隈・内海地区を結ぶ幹線道路である広島県道72号福山沼隈線が通っているが、宅地開発や商業の集積は見られない。現在計画中の福山沼隈道路が開通すれば変わってくるのかもしれないが、現在は農村地帯であり、人口は多くない。

## 学区
- 特別の事情がない限り福山市立熊野・山南両小学校の児童全員が進学することになっている。各小学校の学区は以下の通りである。

福山市立熊野小学校区
- 熊野町

福山市立山南小学校区
- 沼隈町上山南
- 沼隈町下山南の一部
- 沼隈町中山南

## 学区の地理

### 主要施設
- NHK広島放送局・中国放送テレビ・広島テレビ放送・広島ホームテレビ・テレビ新広島福山デジタルテレビ放送所（彦山）

※彦山には他にレディオBINGOの送信所もある。

### 名所・旧跡・観光地
- みろくの里
- 福山市熊野水源池
- 一乗山城跡…福山市熊野水源池のほとりにある山城の跡。
- 平家谷…福山市沼隈町中山南字横倉地区。平家の落人伝説がある。
- 八日谷貯水池
- 中川美術館…中国の美術品を収集した美術館。2005年8月6日に小泉純一郎首相（当時）が訪ねたことでも知られる。
- 福山グリーンライン
- ファミリーパーク

### 自然景観
- 沼隈半島
- 彦山
- 熊ヶ峰
- 馬背山

### 教育機関（小学校以上）
- 福山市立熊野小学校
- 福山市立山南小学校
- 広島県立沼南高等学校
- 広島県立沼隈特別支援学校（旧：広島県立沼隈養護学校）

## アクセス
- 最寄の鉄道駅はJR山陽新幹線・山陽本線・福塩線福山駅である。そこからトモテツバス千年橋・阿伏兎・内海農協前・上横倉行バスに乗り、大富バス停または中学校入口バス停で下車。どちらからでも徒歩10分程度である。

## 備考
- 福山市内には広島県立至誠高等学校というのもあったが、1998年に広島県立戸手商業両高等学校と統合して広島県立戸手高等学校が発足したことに伴い消滅した。この広島県立至誠高等学校は福山市北西部の新市町相方（さがた）にあるため、至誠中学校→至誠高等学校と進学した人はあまりいないものと思われる。
- 熊野地区と山南地区は郵便物の集配も同じ郵便局（山南郵便局）が担当している。
- 1981年までの校地には現在広島県立沼隈特別支援学校が建っている。